# NGC 276
NGC 276 је спирална галаксија у сазвежђу Кит која се налази на NGC листи објеката дубоког неба.
Деклинација објекта је - 22° 40' 49" а ректасцензија 0h 52m 6,5s. Привидна величина (магнитуда) објекта NGC 276 износи 15,0 а фотографска магнитуда 15,8. NGC 276 је још познат и под ознакама IC 1591, ESO 474-34, MCG -4-3-21, AM 0049-225, IRAS 00496-2257, PGC 3054.